# Stéphane Bourguignon
Pour les articles homonymes, voir Bourguignon.
Stéphane Bourguignon (Montréal, 21 janvier 1964 - ) est un écrivain et scénariste québécois. Il a remporté plusieurs prix Gémeaux pour ses textes dramatiques.

## Biographie
Il amorce sa carrière d'écrivain avec la publication de L'Avaleur de sable (1993), roman doux-amer sur les hommes québécois qui cherchent à demeurer d'éternels adolescents. Certains personnages de ce roman reviennent dans Le Principe du geyser (1996).
Stéphane Bourguignon est également l'auteur de la série télévisée La Vie, la vie, pour laquelle il remporte deux Prix Gémeaux, et de Tout sur moi, diffusée de 2006 à 2011, qui raconte la vie de sa compagne, la comédienne Macha Limonchik et de ses deux amis acteurs Éric Bernier et Valérie Blais.

## Œuvre

### Romans
- 1993 : L’Avaleur de sable  (ISBN 978-2-7644-0133-0)
- 1996 : Le Principe du geyser (suite de  L’Avaleur de sable)  (ISBN 978-2-7644-0134-7)
- 2002 : Un peu de fatigue  (ISBN 978-2-7644-0191-0)
- 2007 : Sonde ton cœur, Laurie Rivers  (ISBN 978-2-7644-0508-6)

### Filmographie
- 2001 : La Vie, la vie, série télévisée québécoise en 39 épisodes de 22 minutes (30 minutes pub incluses), avec Julie McClemens, Vincent Graton, Macha Limonchik, Normand Daneau et Patrick Labbé.
- 2006 : Tout sur moi, série télévisée québécoise, avec Macha Limonchik, Éric Bernier et Valérie Blais.
- 2016 : Fatale-Station, série télévisée québécoise, avec Macha Limonchik, Micheline Lanctôt, Claude Legault, Denis Bernard, Marilyn Castonguay, Guillaume Cyr, Jean-Carl Boucher, Kathleen Fortin, Micheline Bernard, Alexis Martin, Martine Francke, Katia Rock et Éric Robidoux.
- 2022: Larry (auteur), série télévisée québécoise.

## Honneurs
- 2001 - Gémeaux meilleur texte série dramatique pour La Vie, la vie
- 2002 - Gémeaux meilleur texte série dramatique pour La Vie, la vie
- 2003 - Prix littéraire intercollégial pour le roman Un peu de fatigue
- 2003 - Médaille de l'Assemblée nationale[1]
- 2007 - Gémeaux meilleur texte comédie pour Tout sur moi